# Костіно (Бабаєвський район, Новостаринська сільрада)
Костіно — присілок в Бабаєвському районі Вологодської області.
Входить до складу Борисовського сільського поселення (з 1 січня 2006 року по 13 квітня 2009 року входила в Новостаринське сільське поселення).
Відстань по автодорозі до районного центру Бабаєво — 76,5 км, до центру муніципального утворення села Борисово-Судське по прямій — 7 км. Найближчі населені пункти — с. Васютіно, с. Івановська, с. Федюніно. Станом на 2002 рік постійного населення не було.